# پابلو لوپز خیمنز
پابلو خوزه لوپز خیمنز (به اسپانیایی: Pablo José López Jiménez) تلفظ اسپانیایی: [ˈpaβlo xoˈse ˈlopeθ xiˈmeneθ] (زادهٔ ۱۱ مارس ۱۹۸۴ در مالاگا، اسپانیا) یک خواننده و نوازندهٔ اسپانیایی است. او در موسیقی سبک پاپ ملودیک شناخته‌شده‌است. وی در سطح ملی با شرکت در یک برنامهٔ مسابقه‌ای تلویزیونی در سال ۲۰۰۸ به شهرت رسید و به عنوان فینالیست در مقام دوم قرار گرفت. همچنین وی برای آهنگ «وی» که به یک گواهی‌نامه فروش موسیقی ضبط‌شده در اسپانیا دست یافت، مشهور است. پابلو لوپز خیمنز در یونیورسال میوزیک گروپ نام خود را افزوده‌است و در سبک‌های پاپ و پاپ-راک فعالیت می‌کند.

## زندگی‌نامه
او نوازندهٔ سازهای پیانو و گیتار نیز هست. او کار حرفه‌ای خود را با باند Niño Raro و با تأثیر از موسیقی رگی، لاتین و مشتقات راک آغاز کرد. این گروه موسیقی در سال ۲۰۰۷ توسط پابلو و دوستانش، خوآنخو مارتین و آنتونیو کارلوس مینیان، شکل گرفت. پس از آن فلیکس سانچز و یوهانی سوارز، نوازندهٔ کوبایی، به آن پیوستند. این گروه آلبوم موسیقی Trentaytrés را منتشر کردند ولی به زودی پس از آن منحل شدند.
در سال ۲۰۰۸ در برنامهٔ مسابقه‌ای تلویزیونی Operación Triunfo، که مشابه اسپانیایی استار آکادمی است، شرکت کرد و با حضور در فینال مسابقات به شهرت رسید. پس از انتشار نخستین آلبوم استودیویی خود و آهنگ موفق «وی» شناخته‌تر شد و در سال ۲۰۱۵ در سریال اسپانیایی شاهزاده تیتراژ خواند، که موفقیت چشمگیری برای او محسوب می‌شد. نهایتاً در سال ۲۰۱۶، در جایزه گرمی لاتین نیز نامزد دریافت جایزه در دو بخش شد که هیچ‌کدام را به دست نیاورد.

## آثار

### آلبوم‌های استودیویی
- ۲۰۱۳: یازده داستان و یک پیانو (به اسپانیایی: Once Historias y un Piano. Disco de oro). دیسک زرین
- ۲۰۱۵: جهان و دوستداران بی‌گناهش (به اسپانیایی: El Mundo y los Amantes Inocentes. Disco de platino). دیسک پلاتینی

### نسخه‌های خاص
- ۲۰۱۴: یازده داستان و یک پیانو. نسخه ویژه (به اسپانیایی: Once Historias y un Piano. Edición Especial).
- ۲۰۱۶: جهان و دوستداران بی‌گناهش. نسخه ویژه (به اسپانیایی: El Mundo y los Amantes inocentes. Edición Especial).

### تک آهنگ‌ها
- ۲۰۱۳: وی (به اسپانیایی: Vi)
- ۲۰۱۳: دُنده (به اسپانیایی: Dónde)
- ۲۰۱۴: شفاعت (به اسپانیایی: Suplicando)
- ۲۰۱۴: من اینجا منتظر شمام (به اسپانیایی: Te Espero Aquí) (با جورجینا)
- ۲۰۱۴: بهترین زمان (به اسپانیایی: El Mejor Momento)
- ۲۰۱۵: جهان (به اسپانیایی: El Mundo)
- ۲۰۱۵: دشمنت (به اسپانیایی: Tu Enemigo) (با خوانس)
- ۲۰۱۶: شما می‌دانید، کفش‌های من (به اسپانیایی: Lo Saben Mis Zapatos)
- ۲۰۱۶: فرزندان فعل عشق (به اسپانیایی: Hijos Del Verbo Amar)
- ۲۰۱۷: دو واژه (به اسپانیایی: Dos Palabras) (با فرناندز)

## جایزه‌ها و مسابقات راه یافته
۲۰۱۳
- Premios 40 Principales. Premio Arista Revelación 2013.

۲۰۱۵:
- جایزه دیال ۲۰۱۵.

سال ۲۰۱۶:
- دو نامزدی برای جایزه لاتین گرمی: برای آلبوم «جهان و دوستداران بی‌گناهش» و نامزدی برای بهترین تولید سال برای تهیه‌کنندهٔ او «کیم فالن».
- جایزه ۴۰ جوایز موسیقی. آهنگ برگزیدهٔ سال (با خوانس)